# کوویکن
کوویکن
کوویکن (به اسپانیایی: Quivicán) یک منطقهٔ مسکونی در استان مایابکه واقع شده‌است. این منطقه به عنوان یکی از نقاط کلیدی در این استان شناخته می‌شود و به دلیل ویژگی‌های جغرافیایی و فرهنگی خاص خود، توجه بسیاری را جلب کرده است.
موقعیت جغرافیایی
کوویکن در حدود ۲۸۳ کیلومتر مربع مساحت دارد و در ارتفاع ۵۰ متر بالاتر از سطح دریا قرار گرفته است. این موقعیت جغرافیایی به این منطقه آب و هوایی مناسب و متعادل می‌دهد که برای کشاورزی و فعالیت‌های اقتصادی مطلوب است. همچنین، نزدیکی به شهرهای بزرگ مانند هاوانا، امکان دسترسی به بازارها و امکانات را تسهیل می‌کند.
جمعیت
این منطقه با جمعیتی حدود ۲۹٬۲۵۳ نفر، یکی از شهرهای پرجمعیت استان مایابکه به شمار می‌رود. ساختار جمعیتی کوویکن شامل گروه‌های مختلف قومی و فرهنگی است که به غنای فرهنگی این منطقه افزوده است. بیشتر ساکنان به فعالیت‌های کشاورزی و خدماتی مشغول هستند، که نشان‌دهنده وابستگی اقتصادی آن‌ها به منابع محلی است.
تاریخ و فرهنگ
کوویکن دارای تاریخچه‌ای غنی است که به زمان‌های پیش از استعمار برمی‌گردد. تأثیرات فرهنگی بومی و همچنین تأثیرات اسپانیایی در معماری، زبان و عادات محلی این منطقه مشاهده می‌شود. جشن‌ها و مراسم‌های محلی، نشان‌دهنده تنوع فرهنگی و پیوند عمیق ساکنان با میراث خود است.
اقتصاد
اقتصاد کوویکن عمدتاً بر پایه کشاورزی استوار است، با تمرکز بر تولید محصولاتی مانند نیشکر، قهوه و میوه‌های گرمسیری. کشاورزی پایدار و روش‌های مدرن تولید در این منطقه در حال توسعه است. همچنین، برخی از ساکنان به مشاغل مرتبط با صنعت گردشگری و خدمات نیز مشغول هستند.
جاذبه‌های گردشگری
کوویکن دارای جاذبه‌های طبیعی و تاریخی است که می‌تواند برای گردشگران جذاب باشد. مناظر طبیعی زیبا، مزارع سرسبز و فرهنگ محلی می‌تواند گردشگران را به این منطقه جذب کند. از طرفی، بازارهای محلی و صنایع دستی نیز بخشی از تجربه فرهنگی ساکنان را تشکیل می‌دهند.